# North East Line (Singapur)
La North East Line (també abreujada com NEL) és una de les sis línies del metro de Singapur (MRT). Completament subterrani, connecta l'estació HarbourFront al sud-oest de la ciutat estat amb Punggol al nord-est. La seva longitud és de 19,2 km i 16 estacions i el temps total del viatge és de 33 minuts, cosa que la converteix en la línia de metro més curta de Singapur. La línia s'identifica pel color morat als mapes de xarxa. L'operació l'assegura l'empresa SBS Transit.
Oberta el 20 de juny de 2003, la North East line és la tercera línia de metro construïda a Singapur i la primera de la xarxa a funcionar en automatització integral. És igualment la primera totalment subterrània i que disposa d'una cobertura de xarxa al conjunt de les estacions. La línia utilitza trens de gran capacitat de tipus C751HA i C751C de sis cotxes. Es va tractar de l'única línia de l'MRT alimentada per catenària i no per un Tercer carril.

## Història

### Planificació i construcció
Una línia de l'MRT que connecti el nord-est al nucli urbà de Singapur s'esmenta per primera vegada l'any 1986. El ministre de Comunicacions, Yeo Ning Hong, declara aleshores que el projecte seria realitzable quan la ciutat estat arribés als 3 milions d'habitants.
La ruta inicial és enllaçar Punggol amb Outram Park. No obstant això, el 1993, la Land Transit Authority va decidir estendre-la a HarbourFront per donar servei al World Trade Center de Singapur (ara anomenat HarbourFront Center).
La construcció de la North East line és oficialment aprovada el 16 de gener de 1996. La societat francesa Alstom és seleccionada com a principal proveïdor i mestre d'obra. El treballs comencen l'1 de gener de 1997. La parada Punggol havia d'inaugurar-se en una fase ulterior però és finalment integrada a la primera fase. La seva construcció comença l'any 1998.
El 20 de maig de 1999, l'explotació de la línia és confiada a la nova societat SBS Transit, creant així una situació de competència amb SMRT Corporation que explota les dues primeres línies de l'MRT. Els treballs acaben el 20 de gener de 2001.
Inicialment pel desembre de 2002, la inauguració és ajornada diverses vegades per les dificultats trobades a la posada a punt dels automatismes. La línia obre finalment les seves portes el 20 de juny de 2003. Les tarifes són llavors més altes que les altres línies per tal de compensar el cost elevat de la seva construcció (4,6 mil milions de dòlars de Singapur).

### Estacions suplementàries
Durant la construcció de la línia, dues estacions intermèdies suplementàries, batejades Buangkok i Woodleigh, es van reservar per una inauguració ulterior. SBS Transit, que temia un dèficit lligat a un tràfic massa baix, havia decidit que aquestes estacions no es posarien en servei fins que les zones que cobrien estiguessin prou poblades.
Buangkok, la construcció de la qual és totalment acabada, és objecte d'un fort lobbying de part de residents que reclama la seva inauguració i qualifiquen l'estació d'« elefant blanc ». Obre finalment les seves portes el 15 de gener de 2006. L'estació Woodleigh no es va acabar fins al 20 de juny de 2011.
Una tercera estació addicional, Keppel, hauria d'haver estat construïda entre les estacions HarbourFront i Outram Park (cosa que explica el codi NE2 vacant). Aquesta estació va ser finalment cancel·lada a causa de la manca de desenvolupament a la zona i sembla que va quedar definitivament abandonada. Tanmateix, està prevista una estació del mateix nom situada a prop per a la fase 6 de la línia  Circle, que està previst que s'obri el 2026.

### Pla de renovació
Al desembre 2018, l'LTA anuncia que la North East Line farà una operació de renovació a partir de 2019. Els treballs comprenen la modificació de la senyalització i del sistema d'alimentació elèctrica, així com el reemplaçament de la via i de les agulles.
També s'ha signat un contracte amb l'empresa xinesa CRRC Nanjing Puzhen per a la renovació dels 25 conjunts de trens de primera generació. L'operació s'estendrà del 2019 al 2024.

## Projectes d'extensió

### Nova estacióPunggol Coast
El 2013 es va anunciar una extensió d' 1,6 km més enllà de la terminal Punggol. Inclourà una única nova estació anomenada Punggol Coast i servirà al nou clúster d'innovació i educació que s'està desenvolupant actualment al districte de Punggol.
Inicialment considerada per a 2020, l'extensió hauria de finalment veure el dia l'any 2023. Els treballs van començar l'any 2018.

### Més enllà
Els plans a llarg termini inclouen el servei d'MRT a les illes secundàries de Pulau Ubin i Tekong, que formen part del territori de Singapur. Aquest projecte podria implicar una extensió de la línia nord-est. Tanmateix, no s'ha anunciat cap termini, aquesta extensió depèn de la hipotètica urbanització d'aquestes dues illes.